# Inspizient (Theater)
Der Inspizient (von lat. inspicere: auf etw. hinsehen, untersuchen, prüfen) koordiniert den gesamten künstlerischen und technischen Ablauf einer Bühnenaufführung und ist somit Bindeglied zwischen Kunst und Technik.

## Geschichte
Die Geschichte des Berufs des Inspizienten ist bisher wenig erforscht. Der Begriff „Inspizient“ wurde bis zum 18. Jahrhundert nicht benutzt, von Sophokles bis zu Shakespeare wurden die Aufgaben eines Inspizienten in der Regel von den beteiligten Schauspielern und/oder Autoren der Bühnenwerke selbst übernommen. Bis zum Ende des 18. Jahrhunderts waren Souffleure für viele Aufgaben eines Inspizienten, wie man sie heute kennt, verantwortlich: das Führen eines Inspizientenbuches mit notierten Zeichen für Auftritte der Schauspieler und Sänger, Spezialeffekte, Musikeinsätze, Umbau des Bühnenbildes und den Ruf zur Bühne durch Laufjungen. Im Vergleich zu heute gab es kaum speziell für eine Inszenierung entworfene Bühnenbilder, sondern man verwendete hierfür gemalte Prospekte, Möbel und Requisiten aus dem Theaterfundus. Dem Souffleur standen dabei für die Weitergabe von Einsätzen Klingeln, Pfeifen, Signalfahnen und (wie bereits erwähnt) Laufjungen zur Verfügung, mit deren Hilfe man bei größeren Distanzen kommunizierte.
Im Elisabethanischen Theater waren die Aufgaben des Inspizienten aufgeteilt in den book holder, den book keeper und den stage keeper: Der book holder übernahm die Aufgaben eines heutigen Souffleurs, kontrollierte zusätzlich die Auftritte der einzelnen Schauspieler und gab Einsätze für Soundeffekte. Der book keeper verwaltete die zu Papierrollen geformten Texte der Werke und übernahm zusätzliche Verwaltungsaufgaben wie die Buchhaltung der Kasseneinnahmen und Auszahlung von Gagen. Der stage keeper war für die Sicherheit und Sauberkeit auf der Bühne und im Zuschauerraum und für Bühnenaufbauten verantwortlich. Diese Aufgaben wurden meistens von Lehrlingen und angehenden Schauspielern übernommen.
Zu Beginn des 18. Jahrhunderts taucht der Inspizient erstmals in vielen Theatertruppen und an Hoftheatern als ein eigenständiger und bezahlter Beruf auf, so am Wiener Burgtheater und am Nationaltheater Mannheim. Der Inspizient erhält eine entscheidende Rolle bei den behördlichen Bestrebungen, die im Theater tätigen Künstler durch die Einführung der sogenannten Theatergesetze zu disziplinieren. Diese Theatergesetze, eine Vorform der heutigen Arbeitsverträge, legten einen Regelkanon für die professionelle Theaterarbeit fest, den die Inspizienten zu kontrollieren und bürokratisch zu dokumentieren hatten. Hieraus erklärt sich vermutlich der lateinische Ursprung des Wortes. Verletzungen einzelner Regelungen hatten Strafgelder oder sogar die Kündigung zur Folge. Vor diesem Hintergrund scheint der Inspizient zunächst vor allem Verwaltungsarbeiten übernommen zu haben, wogegen Souffleure die Verantwortung hatten, Texte zu soufflieren und Zeichen für Auftritte, Vorhangfahrten, Bühnenbildverwandlungen und Soundeffekte zu geben. Allerdings variieren die Begrifflichkeiten zu dieser Zeit auch erheblich, es ist von Inspizienten, Wöchnern, Bühnenwarten, Spielwarten und Theaterfeldwebeln die Rede.
In der zweiten Hälfte des 19. Jahrhunderts kommt es zu einer Aufgliederung in Inspizient und Regisseur, die gerne als Geburtsstunde des Regietheaters bezeichnet wird. Die vom Meininger Hoftheater als Wiege des modernen Ensemble- und Regietheaters initiierten Theaterreformen führen zur Etablierung des Berufs Regisseur. Die Spezialisierung und Professionalisierung des Inspizienten ging mit dieser Entwicklung Hand in Hand. Dies stand vor allem mit neuer Bühnen- und Lichttechnik (wie zum Beispiel die Ablösung der Gas- und Kerzenbeleuchtung durch elektrisches Licht ab 1881) und verstärkten Sicherheitsmaßnahmen zur Vermeidung von Theaterbränden in Zusammenhang.
Mit Beginn des 20. Jahrhunderts entsteht schließlich der Beruf des Inspizienten, wie man ihn heute kennt. Seitdem haben sich seine Kernfunktionen kaum verändert, auch wenn sich die zur Verfügung stehende Technik zur Ausübung der Aufgaben eines Inspizienten radikal weiterentwickelt hat: neue elektro-akustische Möglichkeiten der Kommunikation und später die Einführung von Computern in der Theaterarbeit haben zu einer besseren Dokumentation von Inszenierungen sowie einer Rationalisierung der Arbeitsweise geführt. Der Einsatz von Apps für Smartphones, Tablets und PCs seit der Jahrtausendwende hat ebenfalls einen erheblichen Einfluss auf die Arbeit des Inspizienten.

## Berufsbild

### Allgemeines
Der Inspizient führt die gesamten künstlerischen und technischen Abläufe einer Aufführung zusammen, ist also hauptsächlich ein „Organisator“, was von der englischen Berufsbezeichnung stage manager treffender charakterisiert wird. Dementsprechend muss ein Inspizient in der Lage sein, sich sowohl in künstlerische als auch technische Prozesse hineinzudenken. Inspizienten im Musiktheater müssen darüber hinaus selbstverständlich das Notenlesen beherrschen.
Die Berufsbezeichnung Inspizient ist im deutschen Sprachraum vor allem an Stadt-, Staats- und Landestheatern sowie bei freien Theatergruppen üblich. An subventionierten Theatern sind Inspizienten in der Regel fest angestellt, in der freien Szene freiberuflich tätig. Bei Großproduktionen und Longrun-Musicals wird überwiegend die Berufsbezeichnung Stage Manager verwendet.
Im Gegensatz zum Stage Manager ist der Inspizient zum gegenwärtigen Zeitpunkt noch kein Ausbildungsberuf, obwohl die Anforderungen an diese Tätigkeit nicht zuletzt durch technisch immer aufwendiger werdende Inszenierungen sehr komplex sind. Überwiegend wird dieser Beruf von ehemaligen Bühnenkünstlern oder -technikern ausgeübt. Aber auch Quereinsteiger aus Bereichen außerhalb des Theaters sind nicht selten.

### Inspizient
Der Inspizient gehört mit Regieassistent und Souffleur zu den sogenannten „bühnennahen künstlerischen Berufen“ (je nach Theater wird diese Gruppe als Künstlerische Bühnenvorstände, Szenischer Dienst, Künstlerisches Personal, o. ä. bezeichnet). Die konkreten Verantwortlichkeiten des Inspizienten können an den einzelnen Theatern unterschiedlich sein. An größeren Häusern kommen bei personalintensiven und technisch aufwendigen Vorstellungen mitunter mehrere Inspizienten, aufgeteilt nach Zuständigkeitsbereichen zum Einsatz (Bühne, Beleuchtung, Ton).
Bei Bühnenproben unterstützt der Inspizient den Regisseur bei der technisch-organisatorischen Umsetzung der Inszenierung. Hierfür arbeitet er eng mit dem Bühnenmeister zusammen und nimmt dabei den Status eines Bühnenvorstands ein, dessen Anweisungen grundsätzlich Folge zu leisten ist. An manchen Theatern ist es üblich, dass der Inspizient bereits die Stellproben auf der Probebühne organisatorisch begleitet.
Der Arbeitsplatz des Inspizienten ist in der Regel das Inspizientenpult, welches sich zumeist auf der Seitenbühne direkt hinter dem Portal befindet. Es verfügt über eine Hausrufanlage, Monitore, Sprechverbindungen, optische Signalanlagen („Lichtzeichen“) sowie mitunter auch über die Steuerung des Hauptvorhangs. Mit Hilfe dieser technischen Einrichtungen kann der Inspizient das Bühnengeschehen überblicken, in Kontakt zu allen an der Vorstellung beteiligten Abteilungen treten sowie Zeichen für den reibungslosen Ablauf der Vorstellung geben. Dies betrifft insbesondere Umbauten, Ton-Einspielungen, Video-Projektionen, Wechsel der Lichtstimmung sowie Auftritte von Darstellern und Gewerken. Diese Zeichen (engl. cues) werden im Laufe der Bühnenproben durch das Regieteam in Zusammenarbeit mit dem Inspizienten und dem Bühnenmeister festgelegt. Wenn keine direkte Kommunikation zu einem Techniker und/oder Künstler möglich ist, werden häufig Lichtzeichen oder Sprechverbindungen verwendet.
Alle vereinbarten Zeichen werden im Inspizientenbuch festgehalten, welches die verbindliche Arbeitsgrundlage darstellt und den stabilen und gleichbleibenden technischen Ablauf der Vorstellungen garantieren soll. Basis für das Inspizientenbuch ist im Sprechtheater das Textbuch bzw. im Musiktheater der Klavierauszug der jeweiligen Stückfassung.
Wenn der Einsatz von Mitarbeitern der Requisite, der Maske oder der Garderobe hinter der Bühne benötigt wird, ruft der Inspizient diese zur Bühne (dies wird als Einruf bezeichnet). Ebenso ruft der Inspizient die Schauspieler, Sänger bzw. Tänzer zu ihren Auftritten. Allerdings sind die Akteure verpflichtet, eigenständig auf pünktliche Auftritte zu achten.
Vor der Vorstellung überprüft der Inspizient, ob Bühne, Requisiten etc. korrekt aufgebaut und eingerichtet sind. Er gibt die Klingelzeichen für das Publikum, das Zeichen zum Beginn der Vorstellung und ist für das Öffnen und Schließen des Vorhangs verantwortlich.
Während der Proben und der Vorstellung sorgt der Inspizient für Ruhe und Ordnung im Bühnenbereich. In Zusammenarbeit mit dem Abendspielleiter füllt er den Vorstellungsbericht aus, in dem alle außerordentlichen Vorkommnisse während einer Vorstellung verzeichnet werden. Gemeinsam mit einem Mitglied der Theaterleitung, dem Bühnenmeister und dem Abendspielleiter entscheidet der Inspizient im Notfall auch über Vorstellungsunterbrechungen oder -abbrüche.

### Stage Manager
Mit dem verstärkten Aufkommen des Longrun-Musicals in Deutschland seit dem Ende der 1980er-Jahre hat sich gerade an den für diese Produktionen errichteten Musical-Theatern ebenso die im anglo-amerikanischen Raum typische Arbeitsweise des Stage Managements etabliert. Diese unterscheidet sich von der Arbeitsweise der Inspizienten durch eine andere Verteilung der Zuständigkeiten und Aufgaben auf die an einer Theaterproduktion Beteiligten.
Der Caller übernimmt dabei im weitesten Sinne den oben beschriebenen Aufgabenbereich des (Haupt- oder Bühnen-)Inspizienten während der Vorstellung. Der Floater ist während der Vorstellung auf der Seitenbühne unterwegs, reicht ggf. Requisiten an und kümmert sich zusammen mit dem Bühnenmeister um die Sicherheit technischer Vorgänge. Er ist Ansprechpartner für alle Mitarbeiter im Bühnenbereich bei eventuell auftretenden Problemen und steht hierbei mit dem Caller über Funkverbindung in direktem Kontakt, um diesen gegebenenfalls über Probleme zu informieren. Im Fall der Verletzung eines Darstellers kontaktiert der Floater einen Sanitäter oder den Theaterarzt und informiert darüber hinaus die künstlerische Leitung über daraus folgende kurzfristige Umbesetzungen.
Des Weiteren übernimmt der Stage Manager Aufgaben, die im Stadt- und Staatstheater (u. a.) in der Regel im Aufgabenbereich des Regieassistenten, des Spielleiters, des Requisiteurs und des Bühnenmeisters liegen. Hierzu gehören das Einrichten der Requisiten vor der Probe und die Überprüfung der Anwesenheit der Darsteller. Außerdem erstellt er in Zusammenarbeit mit der künstlerischen und musikalischen Leitung sowie dem Dance Captain die Probenpläne.
In Ausnahmefällen übernimmt der Stage Manager auch die Organisation von Promotion-Auftritten.

## International
Im internationalen Vergleich stellt der Aufgabenbereich des Inspizienten im deutschsprachigen Raum ein Alleinstellungsmerkmal dar. Dies hängt mit der Struktur des Ensembletheaters zusammen, in der dem Regieassistenten viele Funktionen zufallen, die in anderen Ländern zum Verantwortungsbereich des Stage Managers gehören. Denn die Aufgaben und Zuständigkeiten des Inspizienten in nicht deutschsprachigen Ländern gehen über die Betreuung von Bühnenproben sowie das Leiten des Zeitablaufs einer Vorstellung hinaus.
Die Arbeitsbereiche des Inspizienten im nicht-deutschsprachigen Raum sind anders gewichtet und je nach Umfang der Produktion auf ein unterschiedlich großes Team verteilt. So ist in Frankreich der Régisseur général bzw. Régisseur de scène, im englisch-amerikanischen System der Stage Manager auch mit weitgehenden organisatorischen Aufgaben für den Probenbetrieb betraut, die in Deutschland in die Zuständigkeit des Regieassistenten und des künstlerischen Betriebsbüros fallen.
In Italien ist die Rolle des direttore di scena an den großen Opernhäusern mit dem anglo-amerikanischen Stage Manager-System verwandt, wobei das Geben der Zeichen für Auftritte und technische Verwandlungen von den maestri collaboratori (vergleichbar mit dem deutschen Korrepetitor) übernommen wird.
In Großbritannien und den USA gibt es an den meisten Schauspielschulen und Colleges Stage Management & Technical Theatre als Studiengang mit Bachelor-Abschluss. Dieses Studium ist vergleichbar mit dem Studiengang Veranstaltungstechnik in Deutschland und führt durch alle Bereiche des Theaters.

## Trivia
Der Inspizient bzw. Stage Manager tritt immer wieder in Bühnenstücken, Filmen und TV-Produktionen als eigenständige Figur auf. Beispiele hierfür sind:
- Kermit und Scooter in der Muppet-Show
- Ralph in Kiss me, Kate von Cole Porter/Bella und Samuel Spewack[16]
- Frances im Musical La cage aux folles von Jerry Herman/Harvey Fierstein
- Tim Allgood (Stage Manager) und Poppy Norton-Taylor (Assistant Stage Manager) in Der nackte Wahnsinn, Bühnenstück von Michael Frayn, bzw. Spielfilm USA 1992, Regie Peter Bogdanovich
- Annie Twilloil in Chaos auf Schloss Haversham von Henry Lewis, Jonathan Sayer und Henry Shields
- Nick in Opening Night (Spielfilm USA, 2016)
- Mac im Musical 42nd Street von Henry Warren
- John im Musical Funny Girl von Jule Styne/Isobel Lennart